# Jean-François Revel
Jean-François Revel (Marsella, 19 de enero de 1924 – Kremlin-Bicêtre, Val-de-Marne, 30 de abril de 2006) fue un filósofo, escritor, periodista, gastrónomo, miembro de la Academia francesa y polemista político.

## Biografía
Nacido en el seno de una próspera familia de clase media originaria del Franco Condado. Dio clases de filosofía en Argelia, en el Instituto Francés de Ciudad de México y en la Facultad de Filosofía y Letras de la Universidad de Florencia durante la década de 1950. Inició su carrera literaria y periodística en 1957. Militante socialista hasta 1970, empezaría a abandonar esa ideología a partir de su primer ensayo político, Ni Marx ni Jésus, que obtuvo gran éxito.
En 1976, publicó La Tentation totalitaire, luego un año después La Nouvelle Censure. Realizó un acercamiento a la derecha estadounidense y se unió en enero de 1982 a un coloquio del "Comité para el Mundo Libre", donde se lanzaron virulentos ataques contra las Naciones Unidas.
Fue redactor jefe de las páginas literarias de France-Observateur, director y miembro del consejo de administración de L'Express entre 1978 y 1981, cronista de Le Point, Europe 1 y Radio Télévision Luxembourg. Trabajó como consejero literario en las editoriales Juilliard y Éditions Robert Laffont. Fue autor de numerosas obras, entre las que destacan El conocimiento inútil, Ni Marx ni Jesús, La tentación totalitaria, Un festín en palabras, El renacimiento democrático, El monje y el filósofo y La gran mascarada.
A lo largo de su carrera obtuvo el Premio Konrad Adenauer (1986), el Premio Chateaubriand (1988) y el Premio Jean-Jacques Rousseau (1989), entre otros. En España fue nombrado caballero gran cruz de la Orden de Isabel la Católica.
Revel se proclamó ateo y defensor del liberalismo democrático, el único sistema que en su opinión funciona adecuadamente. Fue uno de los mayores polemistas del panorama filosófico-periodístico francés de fines del siglo XX y principios del siglo XXI. De joven había participado activamente en la Resistencia de la Francia ocupada contra el nazismo y más tarde, tras una etapa como militante socialista, acabó criticando ferozmente al marxismo y al sistema socialista soviético. En 1986 la Universidad Francisco Marroquín, una universidad privada de Guatemala fundada para promover la filosofía del libertarismo, le otorgó un doctorado honoris causa por "su compromiso con la libertad individual".
Fue elegido el 19 de junio de 1997 como miembro de la Academia Francesa en el número 24, silla 10. El mismo año, publicó sus memorias bajo el título Le Voleur dans la maison vide, así como Le Moine et le Philosophe, un diálogo con su hijo Matthieu Ricard, monje budista tibetano, libro del que se imprimieron 350,000 copias en Francia y que ha sido traducido a 21 idiomas. Además de Matthieu Ricard, Jean-François Revel tiene otros dos hijos, Nicolas Revel y Ève Ricard.
Durante sus últimos años de vida fue colaborador habitual del semanario Le Point.
Falleció el 30 de abril de 2006, de una crisis cardiaca, en el Centro Hospitalario Universitario de Kremlin-Bicêtre, Val-de-Marne, cerca de París.

## Principales obras
- Pourquoi des philosophes ? (1957)
- 'Pour l'Italie (1958)
- Sur Proust (1960)
- La Cabale des dévots (1962)
- Contrecensures (1966)
- Ni Marx ni Jésus (1970)
- La Tentation totalitaire (1976)
- La Nouvelle Censure (1977)
- La Grâce de l'État (1981)
- Comment les démocraties finissent (1983)
- Le Rejet de l'État (1984)
- Une anthologie de la poésie française (1984)
- Le Terrorisme contre la démocratie (1987)
- La Connaissance inutile (1988)
- L'Absolutisme inefficace, ou Contre le présidentialisme à la française (1992)
- Le Regain démocratique (1992)
- Histoire de la philosophie occidentale, de Thalès à Kant (1994)
- Le Moine et le philosophe (diálogo con su hijo Matthieu Ricard) (1997)
- Le Voleur dans la maison vide. Mémoires (1997)
- Fin du siècle des ombres (1999)
- La grande parade. Essai sur la survie de l'utopie socialiste (2000)
- L'obsession anti-américaine (2002)

## Traducciones
- Los italianos al desnudo. Ed.Siglo Veinte. Buenos Aires (1965)
- Las ideas de nuestro tiempo. Ed. Emecé. Buenos Aires (1973)
- La tentación totalitaria. Plaza & Janes (1976)
- El Estado megalómano. Planeta (1981)
- Cómo terminan las democracias. Planeta (1985)
- El conocimiento inútil. Espasa-Calpe (1993)
- El monje y el filósofo. Urano (1998)
- La gran mascarada. Ensayo sobre la supervivencia de la utopía socialista. Taurus (2000)
- Un festín en palabras. Historia de la sensibilidad gastronómica,de la antigüedad a nuestros días. Tusquets (1980)
- Diario de fin de siglo. Ediciones B (2002)
- La obsesión antiamericana. Dinámica, causas e incongruencias. Urano (2003).